# Nicky Parsons
Nicolette Parsons – soprannominata semplicemente Nicky – è un personaggio immaginario protagonista della serie cinematografica Bourne. È interpretata da Julia Stiles.
Nicky è l'unico personaggio, assieme al protagonista Jason Bourne, a comparire in tutti i film della tetralogia originale della serie; inizialmente, in The Bourne Identity il suo è un piccolo ruolo, ma già nel successivo The Bourne Supremacy il personaggio assume maggior peso nella trama, fino ad arrivare a The Bourne Ultimatum - Il ritorno dello sciacallo dove Nicky diventa tra i protagonisti della serie.

## Biografia

### The Bourne Identity
Originaria di New York, Nicolette Parsons viene arruolata molto giovane nella CIA, dove entra a far parte del programma "Treadstone", una divisione segreta dell'agenzia, guidata da Alexander Conklin e Ward Abbott, che addestra spie con l'obiettivo di utilizzarle come assassini, allo scopo di eliminare persone sgradite agli Stati Uniti d'America. Nello specifico, Nicky viene assegnata a Parigi, dove sotto la falsa identità di Corrine Deschamp, una studentessa americana che studia nella capitale francese, ha il compito di occuparsi della logistica delle operazioni affidate alla spia Jason Bourne. Dopo che quest'ultimo, a seguito di un'operazione fallita a bordo di uno yacht, viene colpito e cade in mare, vagando alla deriva e perdendo la memoria, Nicky lavora con Conklin e l'agenzia per rintracciarlo.

### The Bourne Supremacy
A seguito dell'omicidio di Conklin e della chiusura di "Treadstone", la Parsons viene assegnata dall'agenzia ad Amsterdam; ma quando Jason Bourne (che da circa diciotto mesi ha fatto perdere le sue tracce) sembra essere coinvolto in un omicidio, avvenuto a Berlino, durante un'operazione della CIA guidata dalla vicedirettore Pamela Landy, Nicolette viene ricontattata da Abbott e dalla Landy stessa, in quanto Nicky è una delle poche persone all'interno dell'agenzia ad aver conosciuto bene Jason Bourne, e perciò le sue informazioni potrebbero rivelarsi utili alla sua cattura.
In quest'occasione si scopre che in realtà il suo ruolo a Parigi non si limitava alla semplice logistica, ma Nicky aveva anche il compito di monitorare la salute – sia fisica che mentale – degli agenti, in virtù del fatto che, a causa del loro lavoro, erano sottoposti a una serie infinita di stress e malattie.
Nicky viene così portata da Abbott e dalla Landy con loro a Berlino, dove viene coinvolta nelle ricerche di Bourne; qui viene riconosciuta proprio da Jason (nel frattempo arrivato nella capitale tedesca per scoprire chi lo vuole incastrare nell'omicidio), il quale riesce a contattare la Landy, chiedendo un incontro proprio con Nicky. Certa di poterlo così catturare, la Landy accetta, e manda Nicky (sotto stretta sorveglianza) all'incontro: ma Bourne riesce a eludere gli agenti della CIA e scappa indisturbato con lei. Nella metropolitana di Berlino, Jason mette alle strette Nicky, domandandole che cosa sta succedendo e chi sono le persone che stanno cercando di catturarlo, oltre a dichiararsi innocente per l'omicidio; lei gli dice tutto quello che sa, e gli confessa anche di credere alla sua versione, ma Bourne è così arrabbiato che arriva perfino a puntarle una pistola alla tempia, prima di scappare di nuovo, lasciandola libera.

### The Bourne Ultimatum - Il ritorno dello sciacallo
Dopo i fatti di Berlino, Nicolette viene spostata a Madrid, dove si ritrova a lavorare per Neal Daniels, il responsabile della stazione CIA della capitale spagnola. Daniels è però un doppiogiochista che sta vendendo informazioni dell'agenzia a un giornalista inglese (e per questo viene seguito da Noah Vosen, capo di un segreto programma della CIA chiamato "Blackbriar"), e che dimostra anche di conoscere molte cose riguardo Jason Bourne e la morte della sua ragazza Marie Kreutz.
Leggendo proprio alcuni suoi articoli, Bourne arriva prima al giornalista e poi al domicilio di Daniels. A Madrid, però, Jason non trova Daniels (nel frattempo fuggito in seguito alla misteriosa morte del giornalista), ma solo Nicky. La ragazza è ancora spaventata dal loro ultimo incontro, ma quando Vosen (che ha scoperto la presenza di Bourne in Europa, ed è ora intenzionato a catturarlo una volta per tutte) la contatta, lei gli mente, e aiuta Jason a fuggire. Nicky sa che Daniels si è rifugiato a Tangeri, e i due insieme cercano di rintracciarlo per scoprire che cosa sa sul passato di Jason. Quando Jason le chiede perché vuole aiutarlo, andando contro la sua stessa agenzia, Nicky motiva ciò lasciando intendere che – anche se lui non può ricordare nulla a causa dell'amnesia che lo ha colpito – nel loro passato c'è stato qualcosa di ben più profondo di una semplice amicizia.
Arrivati in Marocco, Jason e Nicky riescono a trovare Daniels, ma allo stesso tempo Vosen ha inviato a Tangeri un asset, ovvero un agente che ha il compito di eliminare Daniels; Vosen ha anche scoperto il tradimento di Nicky, e dà ordine al suo agente di uccidere anche lei e Bourne. L'asset riesce a uccidere Daniels, ma Nicky riesce a fuggire da lui, e Jason arriva a salvarla prima che l'agente mandato da Vosen possa farle del male, uccidendolo. Dopo questo fatto, Jason e Nicky capiscono che Vosen sta dando la caccia anche a loro: Nicky fa quindi temporaneamente credere all'agenzia di essere stati entrambi uccisi dall'asset, mentre Jason, per non farle più correre pericoli, le crea una nuova identità, grazie alla quale Nicky potrà fuggire dalla CIA e vivere una vita tranquilla.

### Jason Bourne
Sono trascorsi dieci anni. Nicky riesce ad hackerare alcuni file dell'Agenzia, riguardanti black operation, come il nuovo progetto Ironhand, che riguarda la creazione di un nuovo tipo di piattaforma (EXCOON), più potente di internet, che ha però come scopo finale quello di tracciare e spiare tutti i server degli americani.
Il direttore Robert Dewey manda quindi un asset a eliminare Nicky e Jason Bourne, che la stessa ragazza ha rintracciato ad Atene. Nicky rivela a Jason che ha scoperto che in realtà la CIA lo teneva sotto controllo sin da quando era nell'esercito e che dietro Treadstone potrebbe esserci il padre di Jason, Richard Webb, un analista dell'Agenzia. La donna però non fa in tempo a dire altro che i due vengono attaccati dagli agenti dell'Agenzia. Riusciti a scappare a bordo di una moto, vengono però intercettati dall'asset che spara a Nicky, che, poco prima di morire, consegna a Jason la chiave di una cassetta di sicurezza al cui interno troverà una chiave USB criptata.